# 普里哈里夫卡
49°9′19″N 33°53′30″E / 49.15528°N 33.89167°E
普里哈里夫卡（羅馬化：Pryharivka）是烏克蘭中部的村莊，隸屬波爾塔瓦州的克雷門丘克區。該村分別距離帕納西夫卡1公里和帕什基夫卡1.5公里，海拔高度125米，2001年人口444。